# Ałchazurowo
Ałchazurowo (ros. Алхазурово) – wieś w Rosji, w Czeczenii, w rejonie urus-martanowskim. W 2010 liczyła 4600 mieszkańców.

## Urodzeni
- Chawadżi Muchamied-Mirzajew – radziecki wojskowy.